# 郵貯杯 (日本圍棋)
郵貯杯 圍棋錦標賽～中野孝次紀念（日语：ゆうちょ杯 囲碁ユース選手権～中野孝次メモリアル），由日本棋院主辦，朝日新聞社特別協辦，關西棋院協辦，郵貯銀行贊助，創辦於2014年，專為未滿20歳並七段以下棋士及推薦之院生舉行的職業圍棋比賽。為同樣以作家中野孝次命名之日本中野杯U20選手權（日语：中野杯U20選手権）的後繼棋戰。優勝賞金100萬日圓，準優勝賞金30萬日圓。

## 比賽規則
- 採用日本圍棋規則
- 16位棋士以採單淘汰賽形式
- 時限：沒有規定時間，每1手30秒，1分鐘之考慮時間10回

## 歷屆記錄
中野杯
| 屆 | 年   | 優勝         | 準優勝       | 3位          | 4位          | 5位          | 6位            | 7位            | 8位          |
| -- | ---- | ------------ | ------------ | ------------ | ------------ | ------------ | -------------- | -------------- | ------------ |
| 1  | 2004 | 瀨戶大樹六段 | 大橋拓文三段 | 安藤和繁初段 | 三谷哲也三段 | 黄翊祖三段   | 林漢傑五段     | 村上深院生     | 星川拓海二段 |
| 2  | 2005 | 井山裕太四段 | 黄翊祖四段   | 李沂修初段   | 内田修平初段 | 安齋伸彰二段 | 大橋拓文四段   | 堀本滿成院生   | 村川大介三段 |
| 3  | 2006 | 井山裕太七段 | 謝依旻三段   | 安齋伸彰三段 | 志田達哉初段 | 黄翊祖七段   | 李沂修二段     | 内田修平初段   | 萭波奈穗初段 |
| 4  | 2007 | 井山裕太七段 | 黄翊祖七段   | 李沂修初段   | 志田達哉初段 | 村川大介四段 | 高嶋武初段     | 富士田明彦初段 | 堀本滿成初段 |
| 5  | 2008 | 李沂修四段   | 村川大介五段 | 田尻悠人初段 | 熊本秀生初段 | 寺山怜初段   | 富士田明彦初段 | 三根康弘二段   | 西川貴敏院生 |
| 6  | 2009 | 村川大介五段 | 志田達哉三段 | 李沂修七段   | 安達利昌初段 | 鈴木伸二初段 | 内田修平三段   | 伊藤優詩初段   | 柳澤理志三段 |
| 7  | 2010 | 村川大介五段 | 志田達哉三段 | 堀本満成二段 | 田尻悠人二段 | 玉井伸二段   | 竹内康祐初段   | 熊本秀生初段   | 稻葉貴宇初段 |
| 8  | 2011 | 鈴木伸二三段 | 寺山怜二段   | 一力遼初段   | 稻葉貴宇初段 | 田尻悠人二段 | 志田達哉四段   | 余正麒二段     | 常石隆志初段 |
| 9  | 2012 | 一力遼二段   | 孫喆二段     | 金澤真三段   | 余正麒二段   | 安達利昌二段 | 平田智也三段   | 沼舘沙輝哉初段 | 田尻悠人三段 |
| 10 | 2013 | 許家元初段   | 平田智也三段 | 大西研也初段 | 田中伸幸初段 | 余正麒七段   | 一力遼三段     | 孫喆二段       | 鶴田和志二段 |

郵貯杯
| 屆 | 年   | 優勝       | 準優勝       | 3位          | 4位        | 5位        | 6位        | 7位        | 8位          |
| -- | ---- | ---------- | ------------ | ------------ | ---------- | ---------- | ---------- | ---------- | ------------ |
| 1  | 2014 | 余正麒七段 | 本木克彌三段 | 金子真季初段 | 吳柏毅初段 | 姚智騰二段 | 一力遼七段 | 許家元二段 | 鶴田和志二段 |

| 屆 | 年   | 優勝       | 相手         |
| -- | ---- | ---------- | ------------ |
| 2  | 2015 | 許家元三段 | 本木克彌七段 |
| 3  | 2016 | 吳柏毅二段 | 芝野虎丸二段 |

## 第一屆郵貯杯

### 本戰
| 棋士          | 1回戰 7月14日 | 2回戰 7月14日 | 準決賽 8月11日 | 決賽 10月3日 |
| ------------- | ------------- | ------------- | -------------- | ------------ |
| 金子 真季初段 | 金子 真季初段 | 金子 真季初段 | 本木 克彌三段  | 余 正麒七段  |
| 飯田 純也初段 | 金子 真季初段 | 金子 真季初段 | 本木 克彌三段  | 余 正麒七段  |
| 鶴田 和志二段 | 鶴田 和志二段 | 金子 真季初段 | 本木 克彌三段  | 余 正麒七段  |
| 渡邊 貢規初段 | 鶴田 和志二段 | 金子 真季初段 | 本木 克彌三段  | 余 正麒七段  |
| 髙嶋 湧吾初段 | 本木 克彌三段 | 本木 克彌三段 | 本木 克彌三段  | 余 正麒七段  |
| 本木 克彌三段 | 本木 克彌三段 | 本木 克彌三段 | 本木 克彌三段  | 余 正麒七段  |
| 竹内 康祐二段 | 一力 遼七段   | 本木 克彌三段 | 本木 克彌三段  | 余 正麒七段  |
| 一力 遼七段   | 一力 遼七段   | 本木 克彌三段 | 本木 克彌三段  | 余 正麒七段  |
| 小山 空也初段 | 許 家元二段   | 余 正麒七段   | 余 正麒七段    | 余 正麒七段  |
| 許 家元二段   | 許 家元二段   | 余 正麒七段   | 余 正麒七段    | 余 正麒七段  |
| 余 正麒七段   | 余 正麒七段   | 余 正麒七段   | 余 正麒七段    | 余 正麒七段  |
| 大西 研也二段 | 余 正麒七段   | 余 正麒七段   | 余 正麒七段    | 余 正麒七段  |
| 姚 智騰二段   | 姚 智騰二段   | 吳 柏毅初段   | 余 正麒七段    | 余 正麒七段  |
| 芝野 虎丸院生 | 姚 智騰二段   | 吳 柏毅初段   | 余 正麒七段    | 余 正麒七段  |
| 吳 柏毅初段   | 吳 柏毅初段   | 吳 柏毅初段   | 余 正麒七段    | 余 正麒七段  |
| 平田 智也三段 | 吳 柏毅初段   | 吳 柏毅初段   | 余 正麒七段    | 余 正麒七段  |

### 第三名戰
| 棋士          | 3位 10月3日   |
| ------------- | ------------- |
| 金子 真季初段 | 金子 真季初段 |
| 吳 柏毅初段   | 金子 真季初段 |

### 第五名戰
| 棋士          | 8月11日     | 5位 10月3日 |
| ------------- | ----------- | ----------- |
| 鶴田 和志二段 | 一力 遼七段 | 姚 智騰二段 |
| 一力 遼七段   | 一力 遼七段 | 姚 智騰二段 |
| 許 家元二段   | 姚 智騰二段 | 姚 智騰二段 |
| 姚 智騰二段   | 姚 智騰二段 | 姚 智騰二段 |

### 第七名戰
| 棋士          | 7位 10月3日 |
| ------------- | ----------- |
| 鶴田 和志二段 | 許 家元二段 |
| 許 家元二段   | 許 家元二段 |

## 第二屆郵貯杯

### 本戰
| 棋士          | 1回戰 8月18日 | 2回戰 8月18日 | 準決賽 9月13日 | 決賽 9月13日 |
| ------------- | ------------- | ------------- | -------------- | ------------ |
| 谷口 徹二段   | 谷口 徹二段   | 余 正麒七段   | 許 家元三段    | 許 家元三段  |
| 外柳 是聞初段 | 谷口 徹二段   | 余 正麒七段   | 許 家元三段    | 許 家元三段  |
| 余 正麒七段   | 余 正麒七段   | 余 正麒七段   | 許 家元三段    | 許 家元三段  |
| 大西 研也二段 | 余 正麒七段   | 余 正麒七段   | 許 家元三段    | 許 家元三段  |
| 阿部 良希初段 | 許 家元三段   | 許 家元三段   | 許 家元三段    | 許 家元三段  |
| 許 家元三段   | 許 家元三段   | 許 家元三段   | 許 家元三段    | 許 家元三段  |
| 佐田 篤史二段 | 佐田 篤史二段 | 許 家元三段   | 許 家元三段    | 許 家元三段  |
| 藤澤 里菜二段 | 佐田 篤史二段 | 許 家元三段   | 許 家元三段    | 許 家元三段  |
| 伊藤 健良初段 | 木部 夏生初段 | 孫 喆三段     | 本木 克彌七段  | 許 家元三段  |
| 木部 夏生初段 | 木部 夏生初段 | 孫 喆三段     | 本木 克彌七段  | 許 家元三段  |
| 飯田 純也初段 | 孫 喆三段     | 孫 喆三段     | 本木 克彌七段  | 許 家元三段  |
| 孫 喆三段     | 孫 喆三段     | 孫 喆三段     | 本木 克彌七段  | 許 家元三段  |
| 吳 柏毅初段   | 吳 柏毅初段   | 本木 克彌三段 | 本木 克彌七段  | 許 家元三段  |
| 一力 遼七段   | 吳 柏毅初段   | 本木 克彌三段 | 本木 克彌七段  | 許 家元三段  |
| 小池 芳弘院生 | 本木 克彌三段 | 本木 克彌三段 | 本木 克彌七段  | 許 家元三段  |
| 本木 克弥三段 | 本木 克彌三段 | 本木 克彌三段 | 本木 克彌七段  | 許 家元三段  |

- 本木克彌因進入第71期本因坊戰循環戰跳昇為七段（2015年9月3日）。[3]

## 第三屆郵貯杯

### 本戰
| 棋士            | 1回戰              | 2回戰              | 準決賽             | 決賽             |
| --------------- | ------------------ | ------------------ | ------------------ | ---------------- |
| 本木 克彌七段   | 姜 旼侯二段 30/8   | 小池 芳弘初段 30/8 | 芝野 虎丸二段 11/9 | 吳 柏毅二段 11/9 |
| 姜 旼侯二段     | 姜 旼侯二段 30/8   | 小池 芳弘初段 30/8 | 芝野 虎丸二段 11/9 | 吳 柏毅二段 11/9 |
| 鶴田 和志三段   | 小池 芳弘初段 30/8 | 小池 芳弘初段 30/8 | 芝野 虎丸二段 11/9 | 吳 柏毅二段 11/9 |
| 小池 芳弘初段   | 小池 芳弘初段 30/8 | 小池 芳弘初段 30/8 | 芝野 虎丸二段 11/9 | 吳 柏毅二段 11/9 |
| 芝野 虎丸二段   | 芝野 虎丸二段 9/8  | 芝野 虎丸二段 9/8  | 芝野 虎丸二段 11/9 | 吳 柏毅二段 11/9 |
| 酒井 佑規院生   | 芝野 虎丸二段 9/8  | 芝野 虎丸二段 9/8  | 芝野 虎丸二段 11/9 | 吳 柏毅二段 11/9 |
| 上野 愛咲美初段 | 余 正麒七段 9/8    | 芝野 虎丸二段 9/8  | 芝野 虎丸二段 11/9 | 吳 柏毅二段 11/9 |
| 余 正麒七段     | 余 正麒七段 9/8    | 芝野 虎丸二段 9/8  | 芝野 虎丸二段 11/9 | 吳 柏毅二段 11/9 |
| 許 家元四段     | 許 家元四段 2/8    | 吳 柏毅二段 2/8    | 吳 柏毅二段 11/9   | 吳 柏毅二段 11/9 |
| 大西 龍平二段   | 許 家元四段 2/8    | 吳 柏毅二段 2/8    | 吳 柏毅二段 11/9   | 吳 柏毅二段 11/9 |
| 吳 柏毅二段     | 吳 柏毅二段 2/8    | 吳 柏毅二段 2/8    | 吳 柏毅二段 11/9   | 吳 柏毅二段 11/9 |
| 大西 研也二段   | 吳 柏毅二段 2/8    | 吳 柏毅二段 2/8    | 吳 柏毅二段 11/9   | 吳 柏毅二段 11/9 |
| 谷口 徹二段     | 谷口 徹二段 30/8   | 谷口 徹二段 30/8   | 吳 柏毅二段 11/9   | 吳 柏毅二段 11/9 |
| 張 瑞傑二段     | 谷口 徹二段 30/8   | 谷口 徹二段 30/8   | 吳 柏毅二段 11/9   | 吳 柏毅二段 11/9 |
| 小山 空也三段   | 一力 遼七段 30/8   | 谷口 徹二段 30/8   | 吳 柏毅二段 11/9   | 吳 柏毅二段 11/9 |
| 一力 遼七段     | 一力 遼七段 30/8   | 谷口 徹二段 30/8   | 吳 柏毅二段 11/9   | 吳 柏毅二段 11/9 |

## 外部連結
- 中野杯 （页面存档备份，存于） - 日本棋院
- ゆうちょ杯 （页面存档备份，存于） - 日本棋院